# Bella Lajos
Bella Lajos (Pozsony, 1850. december 29. – Sződliget, 1937. július 8.) földrajz–történelem szakos tanár, régész, a Magyar Tudományos Akadémia levelező tagja (1926).

## Élete
A pozsonyi katolikus főgimnáziumban érettségizett 1879-ben, egyetemi tanulmányait pedig Budapesti Tudományegyetemen végezte és itt szerzett történelem–földrajz szakos tanári oklevelet. 1876–1911 között a soproni reáliskolában tanított.
Közben 1896–1909 között a soproni ipariskola igazgatója volt. Nyugdíjazása után, 1912–1924 között a Magyar Nemzeti Múzeum régiségtárában dolgozott. Élete utolsó éveiben, 1929–1937 közt lányainál, Sződligeten élt.
Sokoldalú közéleti tevékenységet folytatott. Egyik alapítója és 1877–1881 között elnöke volt a Soproni Atlétikai Klubnak. 1891–1900 között a Soproni Torna Egylet elnökeként tevékenykedett, majd 1895–1900 a Magyar Tornaegyletek Országos Szövetsége vidéki alelnöke volt. A Sopron vármegyei Régészeti Társulat egyik alapító tagja és első titkára volt. Nevéhez fűződik a soproni városi múzeum 1885–1911 közti fejlesztése is.
Ásatásokat végzett Sopron környékén, a Várhelyen (Burgstall) és a Károly-magaslaton, illetve Balf és Fertőboz környékén is. A Várhelyen és a Károly-magaslaton feltárt, a kora vaskori hallstatti kultúrához tartozó földvárakról és halomsírokról, illetve az ezekből előkerült leletekről nemzetközi tudományos folyóiratokban is beszámolt.  A hazai barlangkutatás egyik elindítója. Számos római kori lelet feltárásán kívül 1920-ban ő végzett ásatásokat a bodrogkeresztúri rézkori temetőben. Egy 1923-ban folytatott tápiószentmártoni ásatás során egy szkíta aranyszarvas került elő, melyet ő azonosított és írt le elsőként.
Bella Lajost a bükki kultúra elnevezésén kívül, őskőkorszak kutatásairól szóló összefoglaló beszámolói, a Herman Ottó-barlangban Kadić Ottokárral együtt végzett ásatásai, majd a Barlangkutató Szakosztály alelnöki (1913), később elnöki tisztsége (1917) kapcsolják össze a Miskolc környéki régészeti ásatásokkal és a magyar barlangkutatással általában.

## Emlékezete

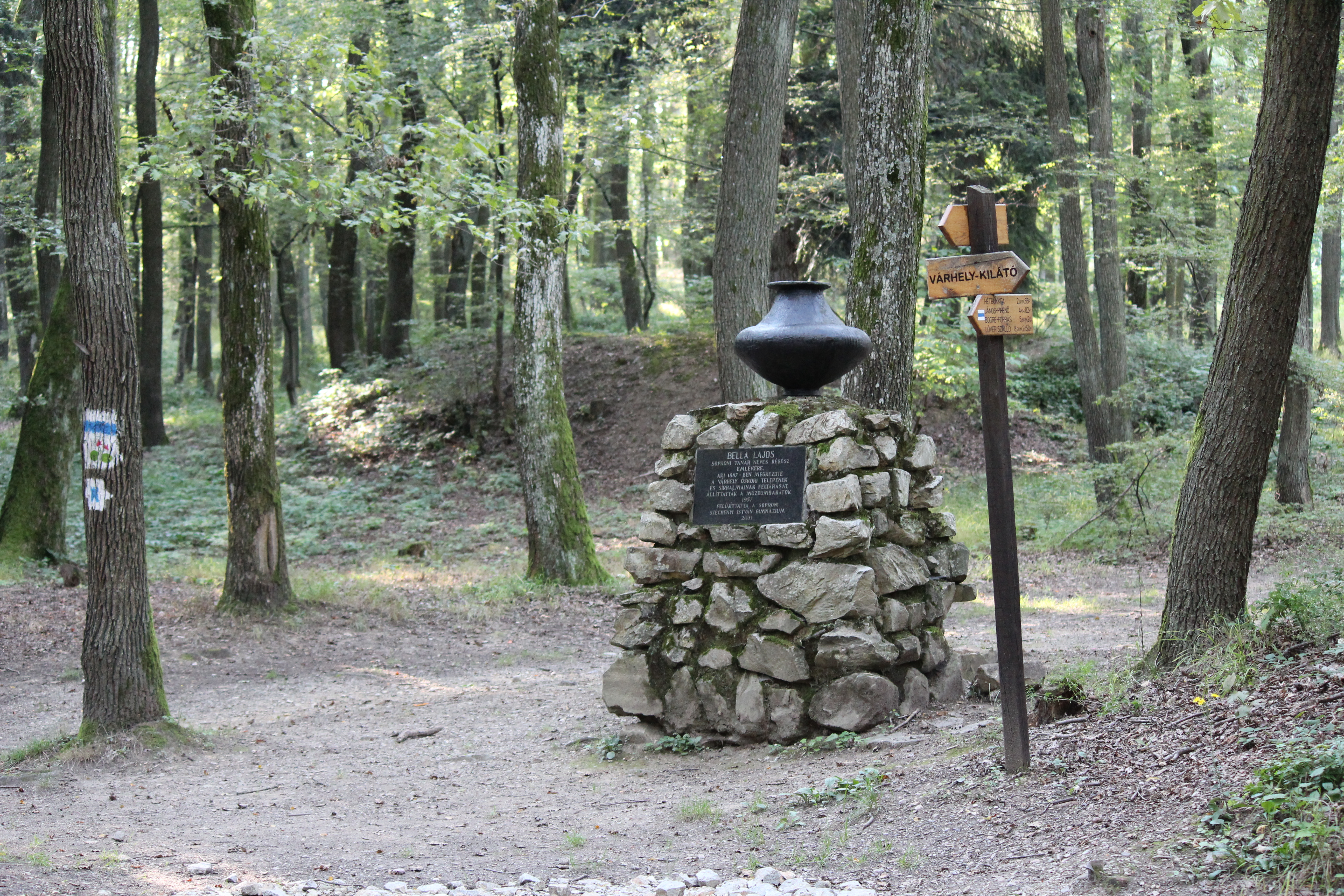
A Bella-emlékmű a Várhelyen, a háttérben egy halomsír

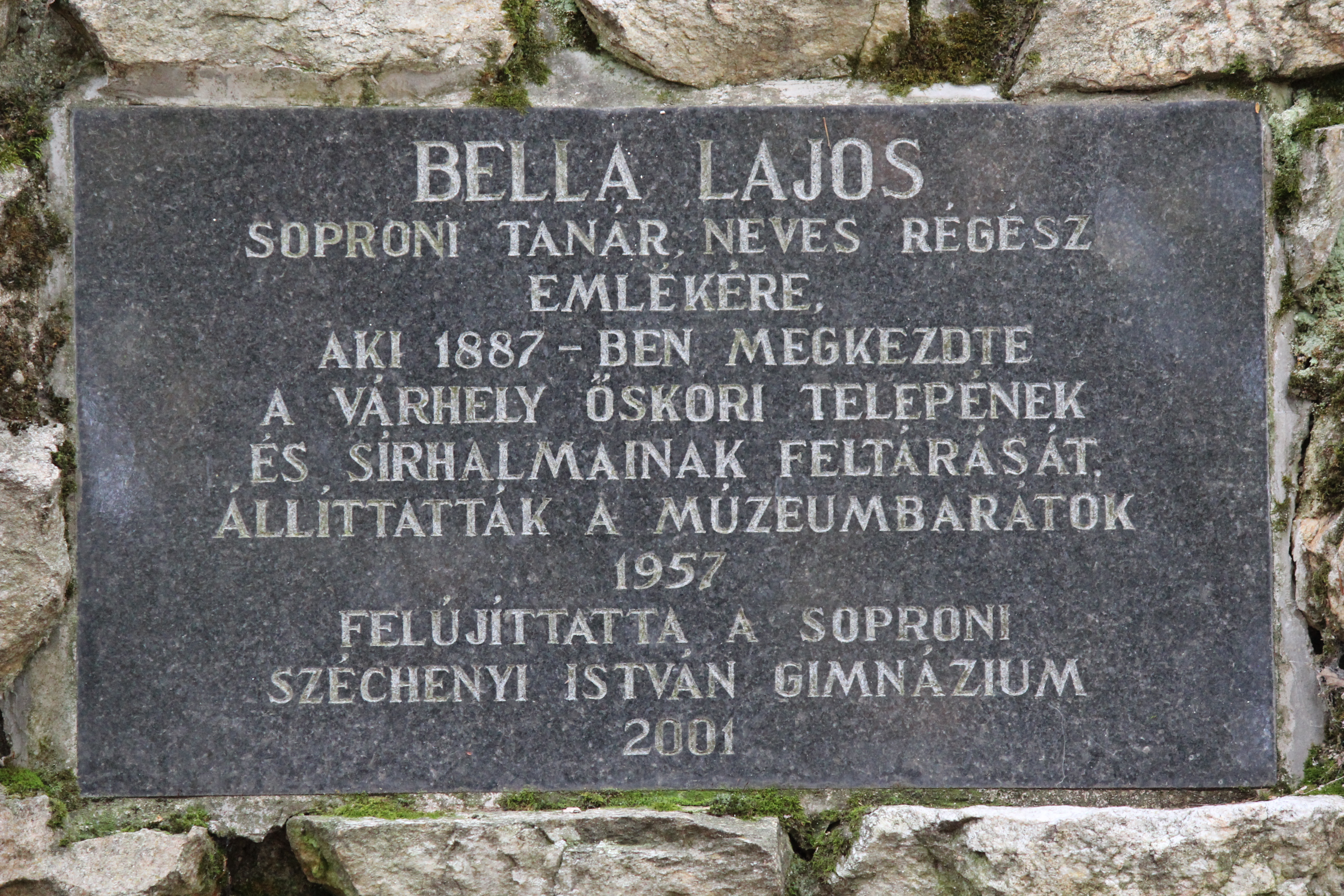
A Bella-emlékmű felirata

- Tiszteletére nevezték el a Pilis hegységben lévő egyik barlangot Bella-barlangnak (másik nevén Bella Lajos-barlangnak).
- Sopronban utcát neveztek el róla.
- A Soproni Múzeum dolgozói elhatározták, hogy a várhelyi őskori temető helyén méltó emlékművet emelnek nagynevű elődjüknek 1957-ben. A tervet Szakál Ernő szobrászművész készítette el: nagy terméskövekből csonkagúla, oldalán feliratos vörösmárvány-tábla, tetején pedig öntött vasból egy várhelyi urna pontos mása.[6] Az emlékművet 2001-ben felújították.

## Művei
- 1889 Paur Iván életrajza. Sopron.
- 1891 Prähistorische Funde in der Umgebung von Oedenburg in Ungarn. Mittheilungen der Anthropologischen Gesellschaft in Wien, 166-192. (Társszerző Müller Ottó.)
- 1894 Sopron város földrajzi fekvése és neve.
- 1912 Újabb hazai barlangkutatások, Archaeologiai Értesítő, 32, 357-365 oldal.
- 1913 A Legény- és Leány-barlang ásatásának régészeti méltatása. Über die archáologischen Resultate der Ausgrabungen in der Legény- und Leányhöhle. Barlangkutatás, (1. köt.), 4. füz., 170. old. (Német nyelven 201. old.)
- 1916 A Herman Ottó-barlang holocaenkori régiségei. Barlangkutatás, (4. köt), 1. füz., 17-24. old. (Német nyelven 44-46. old.)
- 1917 A magyar barlangkutatás az 1916. évben. Die ungarische Höhlenforschung im Jahre 1916. Barlangkutatás, (5. köt.), 1. füz., 1-3. old. (Német nyelven 55-57. old.)
- 1917 Próbaásatás a Rabló-barlangban. Probegrabung in der Rablóbarlang. Barlangkutatás, (5. köt.), 2. füz., 111-114. old. (Német nyelven 133-134. old.)
- 1918 A magyar barlangkutatás az 1917. évben. Die ungarische Höhlenforschung im Jahre 1917. Barlangkutatás, (6. köt.), 1-4. füz., 1-5. old. (Német nyelven 53-56. old.)
- 1919 Elnöki megnyitó. Eröffnungsrede des Prasidenten. Barlangkutatás, (7. köt.), 1-4. füz., 1-5. old. (Német nyelven 37-38. old.)
- 1921 Elnöki megnyitó. Eröffnungsrede des Prasidenten. Barlangkutatás, (9. köt.), 1-4. füz., 30-31. old. (Német nyelven 54-55. old.)
- 1921 Az őskor embere és kultúrája különös tekintettel hazánkra. Budapest. (Társszerző Hillebrand Jenő. Lenhossék Mihály előszavával.)
- 1927 A tápiószentmártoni skytha aranyszarvas.  Az Országos Magyar Régészeti Társulat Évkönyve.